# ألفا (فلم)
ألفا (بالإنجليزية: Alpha) هو فيلم مغامرات تاريخي أمريكي من إنتاج سنة 2018 ومن إخراج ألبرت هيوز وبطولة كودي سميت-ماكفي ويوهانس هاوكور يوهانسون وناتازيا مالثه وليونور فاريلا وينس هولتن. قصة الفيلم تتكلم عن مجموعة صيادين شباب يختطف منهم شاب ويسقط من اعلى الجرف وينتهي به المطاف وحيدا معزولا مع الكثير من التشويق في أواخر العصر الجليدي قبل حوالي 20 ألف سنة في العصر الحجري القديم العلوي في أوروبا.

## البطولة
- كودي سميت-ماكفي بدور كيدا
- يوهانس هاوكور يوهانسون بدور تاو
- ناتاسيا مالته بدور رو
- ليونور فاريلا بدور شامان
- ينس هولتن بدور إكسي
- ميرسيدس دي لا زاردا بدور نو
- سبينسر بوغايرت بدور كابا

## التقييم
حصل الفيلم على تقييم 82% في موقع الطماطم الفاسدة بناءً على 103 مراجعة، أشاد النقاد بأداء الممثلين وفي الأكشن في الفيلم. في موقع ميتاكريتيك حصل الفيلم على تقييم 63 من 100 وحصل على 25 نقد معظمها إيجابي.

## وصلات خارجية
- مقالات تستعمل روابط فنية بلا صلة مع ويكي بيانات
- الموقع الرسمي
- ألفا على قاعدة بيانات الأفلام على الإنترنت

لا توجد روابط لمواقع التواصل الاجتماعي.